# Kaestneria torrentum
Kaestneria torrentum là một loài nhện trong họ Linyphiidae.
Loài này thuộc chi Kaestneria. Kaestneria torrentum được Wladislaus Kulczynski miêu tả năm 1882.